# Monelliopsis bisetosa
Monelliopsis bisetosa är en insektsart som beskrevs av Richards 1966. Monelliopsis bisetosa ingår i släktet Monelliopsis och familjen långrörsbladlöss. Inga underarter finns listade i Catalogue of Life.